# Русскоязычная литература Украины
Русскоязычная литература Украины — литература, написанная на русском языке, и, в силу этого, являющаяся частью русской литературы, развивающаяся на территории Украины как в период её вхождения в состав Российской Империи и Советского Союза, так и после обретения ей независимости в 1991 году.

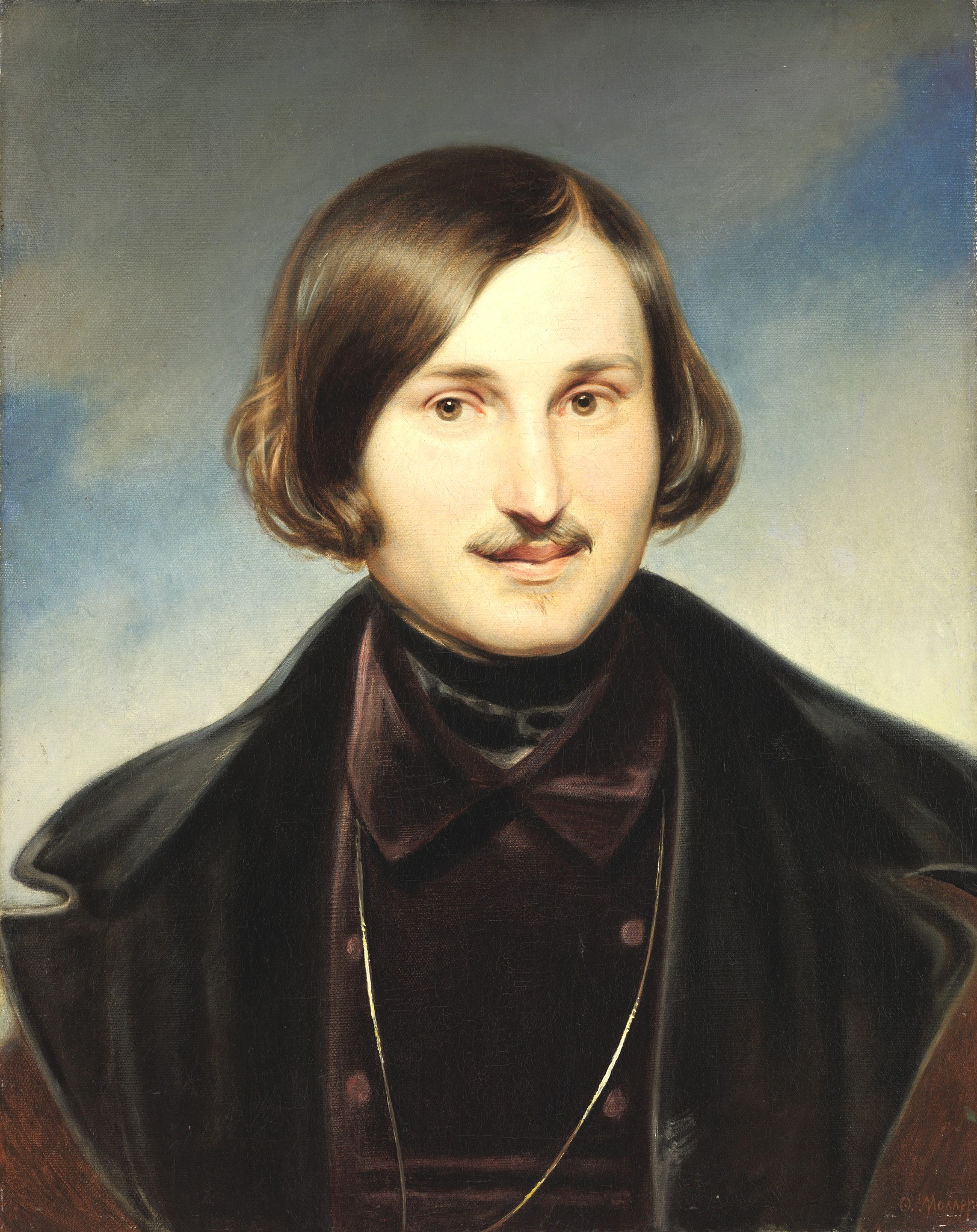
Николай Гоголь — классик русской литературы украинского происхождения

К этому явлению примыкает также русская литература, развиваемая выходцами из Украины в России и за рубежом. Ряд известных русских писателей, включая классиков русской литературы, родились на Украине.
На сегодняшний день среди литераторов Украины, пишущих на русском языке, а также среди литературных критиков нет консенсуса относительно того, что написанные на русском языке произведения украинских авторов являются частью русской литературы. Часть русскоязычных писателей Украины настаивает на том, что их творчество — часть украинской русскоязычной культуры (Борис Херсонский, Владимир Рафеенко).

## История
К концу XIX века значительная часть литературных произведений украинских писателей были написаны не на украинском языке, а на латыни, польском и русском. В XIX веке одним из крупнейших русских писателей был Николай Гоголь, который в своих произведениях, зачастую, использовал украинские темы, а в XX веке Михаил Булгаков. С Украиной тесно связаны жизнь и творчество Владимира Короленко.
С Украиной в крови я живу на земле Украины,

и, хоть русским зовусь, потому что по-русски пишу,

на лугах доброты, что её тополями хранимы,

место есть моему шалашу.
На русском языке были написаны также некоторые произведения классиков украинской литературы Тараса Шевченко, Пантелеймона Кулиша, Григория Квитики-Основьяненко, Николая Костомарова, Марко Вовчок и Владимира Винниченко.
Рождённые на Украине писатели сыграли важную роль в русском авангардизме начала XX века. Это в частности касается футуристов (Давид Бурлюк, Николай Бурлюк, Божидар). Во времена СССР известные поэты и писатели Борис Чичибабин, Станислав Славич, Николай Ушаков, Леонид Киселёв, Леонид Вышеславский и Виктор Некрасов жили на Украине и писали на русском языке.

## Русскоязычная литература независимой Украины

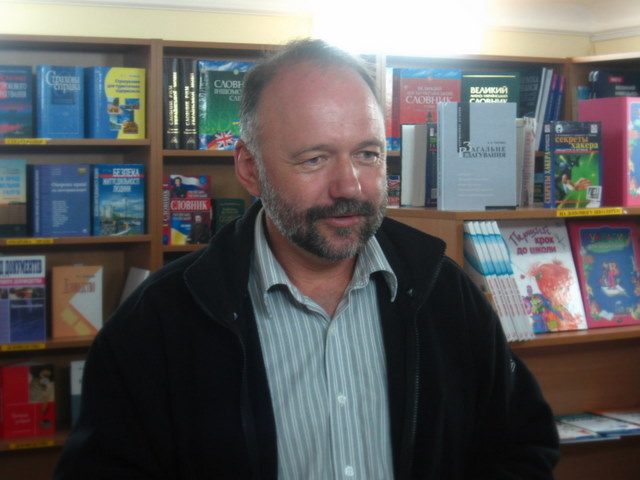
Андрей Курков — известный современный русскоязычный писатель Украины

В независимой Украине ряд писателей пишет на русском языке. К наиболее известным относится Андрей Курков, произведения которого были переведены на многие иностранные языки. Александр Кабанов, главный редактор русскоязычного культурного журнала и портала «ШО», пишет стихи на русском языке.
В разных регионах Украины живут и работают более 100 поэтов, пишущих на русском языке.
За лучшие произведения украинских писателей на русском языке Национальным союзом писателей присуждается Гоголевская премия. На Украине существует литературная группа «СТАН», значительное количество писателей в которой русскоязычное.
Особо значительно русскоязычные украинские писатели представлены в фантастике, многие из них получили широкую известность и в России, и на Украине, и за их пределами. В частности, Генри Лайон Олди (Олег Ладыженский и Дмитрий Громов) и Марина и Сергей Дяченко были награждены премией Европейского сообщества научной фантастики как лучшие писатели Европы. Неофициальной «столицей» украинской фантастики считается Харьков: отсюда родом Г. Л. Олди, Александр Зорич (Дмитрий Гордевский и Яна Боцман), Андрей Валентинов, Юрий Никитин, Андрей Дашков. В Харькове проводится крупнейший украинский конвент любителей фантастики «Звёздный мост». Немало русскоязычных писателей и в других городах Украины: супруги Дяченко, Владимир Аренев и Владимир Нестеренко родом из Киева, Макс Фрай (Светлана Мартынчик) — из Одессы, Владимир Васильев — из Николаева, Владислав Русанов и Фёдор Березин — из Донецка, Александр Мазин — из Запорожья. Многие писатели, родившиеся на Украине, впоследствии переехали работать в Россию, в частности, супруги Дяченко. Вера Камша родилась во Львове, а Макс Фрай (Светлана Мартынчик) — в Одессе, но писать книги обе начали уже после переезда в Россию.

## Книжный рынок

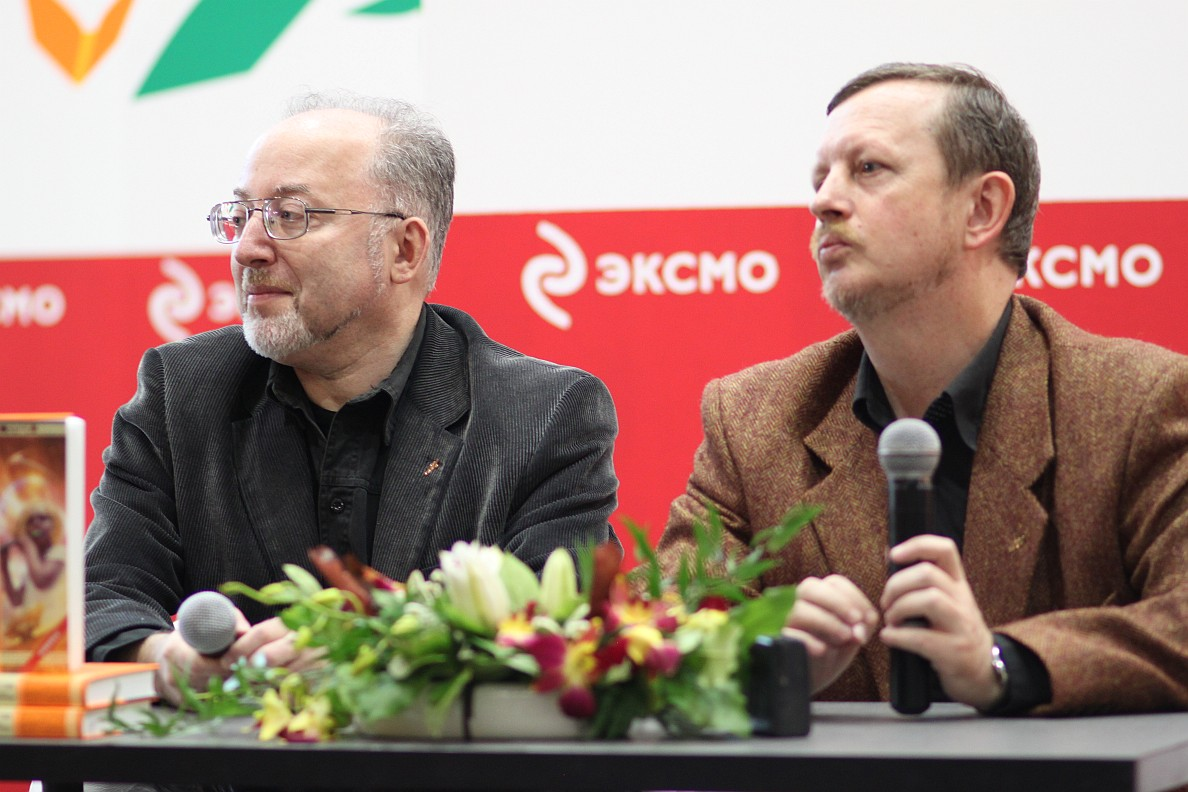
Олег Ладыженский и Дмитрий Громов, пишущие под псевдонимом Г. Л. Олди, русскоязычные фантасты из Харькова, были признаны в 2006 году лучшими фантастами Европы

По словам Г. Л. Олди, украиноязычная фантастика переживает сейчас не лучшие дни, во-первых, из-за прервавшейся традиции украиноязычной нереалистической литературы, во-вторых, из-за государственной политики в области книгоиздания на Украине: книга, выпущенная на Украине, стоит дороже, чем изданная в России, и потому является на рынке неконкурентоспособной. Также по мнению Олди этот момент можно было бы преодолеть, если бы не позиция большинства украинских издателей: «Мы будем жить на гранты и издавать то, что диктуют нам „грантодаватели“. Печатать художественные книги? Фантастику? Популярно, говорите? Читают, покупают? Не-е-ет, это не для нас». Если же говорить о фантастике, написанной гражданами Украины в целом, независимо от языка (в основном, на русском), — то здесь картина куда более радужная. На Украине сейчас работают более тридцати активно издающихся писателей-фантастов, у которых регулярно выходят книги (в основном, в России), которые пользуются читательским спросом, и многие из них являются лауреатами ряда престижных литературных премий, в том числе и международных.|
О низком спросе на украиноязычную художественную литературу в целом говорят и представители многих украинских издательств. Как отмечал в 2005 году украинский деловой журнал «Контракты», «Большинство книг на украинском языке — это учебная литература. Доля художественной не превышает 10 %». По словам представителя украинского издательства «София», тиражи и ассортимент украиноязычных изданий невелики, «Основная причина — небольшой спрос на книги нашего издательства на украинском языке» (эта информация сильно устарела).
19 июня 2022 года Верховная рада Украины приняла закон, запрещающий импорт и распространение книг из России, Белоруссии и с оккупированных территорий (речь идёт как о продукции российских издательств, так и о произведениях российских авторов). Запрет не распространяется на книги российских авторов, изданные на Украине до 1 января 2023 года. Если книга написана по-русски, но автор не гражданин РФ, для её ввоза на продажу потребуется специальное разрешение. С 1 января 2023 года на Украине можно будет издавать литературу только на украинском, а также на языках коренных народов страны и официальных языках Евросоюза.
По словам директора украинского издательства Laurus Полины Лавровой, в 2014—2016 годах ассортимент книжных изданий на Украине на 80 % состоял из российских книг. К 2022 году, по оценке Лавровой, доля сократилась до 35—40 %. Генеральный директор издательской группы «Альпина» Алексей Ильин сообщил, что с 24 февраля отгрузки книг из России в Украину фактически остановились, так что новый закон никак не повлиял на ситуацию — «скорее, явился её отражением». О прекращении продаж на Украине с марта говорят и в издательстве МИФ.

## Литературные премии и рейтинги
В 2013 году журнал «ШО» опубликовал списки лучших по мнению опрошенных экспертов русскоязычных писателей Украины. В результате опроса в тройку лучших поэтов вошли: Александр Кабанов, Борис Херсонский и Андрей Поляков. Тройку лучших прозаиков по версии журнала составили: Андрей Курков, Алексей Никитин и Владимир Рафеенко.
Национальный союз писателей Украины присуждает несколько премий для русскоязычных писателей Украины: Международная литературная премия имени Николая Гоголя, Литературная премия им. В. Короленко и поэтическая Премия имени Николая Ушакова.

## Периодические литературные издания
С 1927 года на Украине издается журнал русскоязычных писателей, который с 1963 года называется «Радуга». Недавно появилась электронная версия журнала. Журнал «Радуга» в 2010 году основал ежегодный литературный конкурс молодых русскоязычных писателей «Активация Слова'. С 2000 года в Харькове издаётся журнал «©оюз Писателей».
Крупнейшие украинские журналы о фантастике, такие как «Реальность фантастики» и «РБЖ Азимут», публикуются преимущественно на русском.

### Статьи
- Андрей Окара. Запах мёртвого слова. Русскоязычная литература на Украине // Независимая газета (Ex libris НГ). — 1998. — 25 февраля.
- Михаил Назаренко. О мёртвом и живом слове.
- Андрей Краснящих. Русукрлит как он есть // Новый мир. — 2015. — № 9.
- Константин Скоркин. Русскоязычная литература в Украине: симбиоз или отчуждение? Восточный Вариант (5 февраля 2010). Дата обращения: 25 апреля 2016.
- М. Иванишко. Украинизмы как стилистический прием в произведениях русских писателей-фантастов, живущих на Украине // Тезисы докладов и сообщений на Всесоюз. науч. конференции-семинара, посвящ. творчеству И. А. Ефремова и проблемам науч. фантастики. — 1988. — С. 136 - 139.
- Наталя ПАСІЧНИК, Ігор СІД. “Конкуренція в справі любові” (укр.). Українська літературна газета (24 декабря 2010). Дата обращения: 25 апреля 2016.